# Beauvais Lake Provincial Park
Der Beauvais Lake Provincial Park ist ein Provinzpark rund 11 km westlich von Pincher Creek, im Südwesten der kanadischen Provinz Alberta. Er ist einer der Provincial Parks in Alberta und wird von Alberta Parks verwaltet.
Der Park ist bei Touristen wegen seiner Berglandschaft und der Möglichkeit zum Regenbogenforellenangeln beliebt. In dem Park sind Elche, Wölfe, Schwarzbären und Grizzlybären weit verbreitet. Der Park verfügt über 14 Wanderwege mit bis zu 7 km Länge.